# Солијера (Модена)
Солијера (итал. Soliera) је насеље у Италији у округу Модена, региону Емилија-Ромања.
Према процени из 2011. у насељу је живело 8251 становника. Насеље се налази на надморској висини од 28 м.

## Становништво
Према резултатима пописа становништва 2011. у општини је живело 15.061 становника.
| 1931.  | 1936.  | 1951.  | 1961. | 1971. | 1981.  | 1991.  | 2001.  | 2011.  |
| ------ | ------ | ------ | ----- | ----- | ------ | ------ | ------ | ------ |
| 10.999 | 10.649 | 10.601 | 9.650 | 9.329 | 10.770 | 11.395 | 13.222 | 15.061 |

## Партнерски градови
- Пајпорта